# Liste der Monuments historiques in Recey-sur-Ource
Die Liste der Monuments historiques in Recey-sur-Ource führt die Monuments historiques in der französischen Gemeinde Recey-sur-Ource auf.

## Liste der Objekte
| Bezeichnung        | Beschreibung | Standort                     | Kennzeichnung | Schutzstatus | Datum | Bild |
| ------------------ | --- | ---------------------------- | ------------- | ------------ | ----- | ---- |
| Hauptaltar         | Altartisch und Tabernakel; Marmor, Bronze, 18. Jahrhundert; Bildhauer Nicolas Pineau; aus der Chartreuse de Lugny in Leuglay | in der Kirche St-Rémy (Lage) | PM21001836    | Classé       | 1907  |      |
| Altarkreuz         | Kupfer, 18. Jahrhundert; aus der Chartreuse de Lugny                                                                         | in der Kirche St-Rémy (Lage) | PM21001837    | Classé       | 1907  |      |
| Vier Altarleuchter | Kupfer, vergoldet, 18. Jahrhundert; aus der Chartreuse de Lugny                                                              | in der Kirche St-Rémy (Lage) | PM21002673    | Classé       | 1907  |      |